# Nya Zeeland i olympiska sommarspelen 1980
Nya Zeeland deltog inte i officiellt de olympiska sommarspelen 1980 då den dåvarande regeringen stödde den av USA ledda bojkotten mot spelen.
Fyra idrottsmän deltog som fristående tävlande under den nationella olympiska kommitténs flagga istället för den egna flaggan. De deltog i fem tävlingar i två sporter. Ingen av landets deltagare erövrade någon medalj.

## Kanotsport
| Kanotist                   | Gren                | Heat    | Heat      | Semifinal | Semifinal | Final            | Final            |
| Kanotist                   | Gren                | Tid     | Placering | Tid       | Placering | Tid              | Placering        |
| -------------------------- | ------------------- | ------- | --------- | --------- | --------- | ---------------- | ---------------- |
| Ian Ferguson               | Herrarnas K1 500 m  | 1:46.02 | 3 Q       | 1:46.87   | 2 Q       | 1:47.36          | 7                |
| Ian Ferguson               | Herrarnas K1 1000 m | 3:59.07 | 6         | 3:54.05   | 3 Q       | 3:53.78          | 8                |
| Alan Thompson Geoff Walker | Herrarnas K2 500 m  | 1:39.30 | 2 Q       | 1:38.38   | 4         | Gick inte vidare | Gick inte vidare |
| Alan Thompson Geoff Walker | Herrarnas K2 1000 m | 3:38.13 | 2 Q       | 3:38.64   | 3 Q       | 3:33.83          | 8                |

## Modern femkamp
Herrarnas individuella tävling
- Brian Newth[4]
  - Ridning 1018 poäng
  - Fäktning 532 poäng
  - Skytte 846 poäng
  - Simning 1048 poäng
  - Löpning 1042 poäng
  - Totalt 4486 poäng  (40:e plats)